# Давньотюркське рунічне письмо

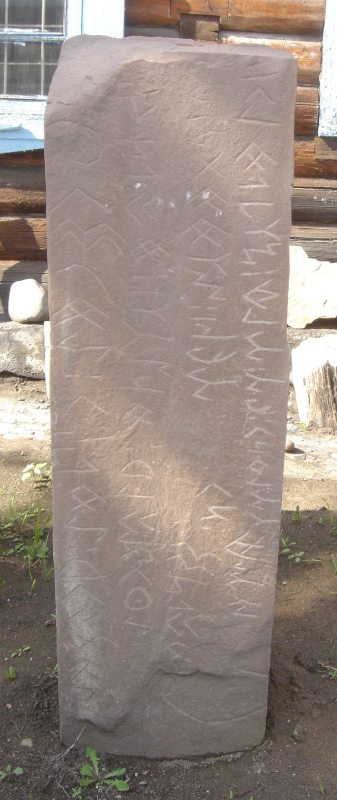
Давньотюркська рунічна писемність

Давньотюркська рунічна писемність (тюр. Orhun Yazıtları, кит.: 鄂尔浑文字) — писемність, що застосовувалася для записів на тюркських мовах в VIII—XII століттях.
Орхонська писемність — являла собою писемність єдиної літературної мови (наддіалектне койне) того часу, яка зазвичай називається мовою орхоно-єнісейських написів. Виділяються 7 груп: ленсько-прибайкальська, єнісейська, монгольська, алтайська, східно-туркестанська, середньоазійська, східно-європейська. Відповідно, вони належать племінному союзу куриканів, Киргизькому каганату, Східно-тюркському каганату, Західно-тюркському каганату, Уйгурському каганату в Монголії, Уйгурській державі в Східному Туркестані, булгарам, хозарам та печенігам.

## Знаки
| Використання                             | Використання          | Використання                                        | Символи | Символи | Транслітерація и транскрипція | Транслітерація и транскрипція | Транслітерація и транскрипція | Транслітерація и транскрипція |
| ---------------------------------------- | --------------------- | --------------------------------------------------- | ------- | ------- | ----------------------------- | ----------------------------- | ----------------------------- | ----------------------------- |
| голосні                                  | голосні               | голосні                                             |         |         | A                             | A                             | /a/, /e/                      | /a/, /e/                      |
| голосні                                  | голосні               | голосні                                             |         |         | I                             | I                             | /ɯ/, /i/, /j/                 | /ɯ/, /i/, /j/                 |
| голосні                                  | голосні               | голосні                                             |         |         | O                             | O                             | /u/, /o/, /w/                 | /u/, /o/, /w/                 |
| голосні                                  | голосні               | голосні                                             |         |         | U                             | U                             | /ø/, /y/, /w/                 | /ø/, /y/, /w/                 |
| приголосні                               | які поєднуються       | з голосними: (¹) — заднього, (²) — переднього рядів |         |         | B¹                            | /b/                           | B²                            | /b/                           |
| приголосні                               | які поєднуються       | з голосними: (¹) — заднього, (²) — переднього рядів |         |         | D¹                            | /d/                           | D²                            | /d/                           |
| приголосні                               | які поєднуються       | з голосними: (¹) — заднього, (²) — переднього рядів |         |         | G¹                            | /g/                           | G²                            | /g/                           |
| приголосні                               | які поєднуються       | з голосними: (¹) — заднього, (²) — переднього рядів |         |         | L¹                            | /l/                           | L²                            | /l/                           |
| приголосні                               | які поєднуються       | з голосними: (¹) — заднього, (²) — переднього рядів |         |         | N¹                            | /n/                           | N²                            | /n/                           |
| приголосні                               | які поєднуються       | з голосними: (¹) — заднього, (²) — переднього рядів |         |         | R¹                            | /r/                           | R²                            | /r/                           |
| приголосні                               | які поєднуються       | з голосними: (¹) — заднього, (²) — переднього рядів |         |         | S¹                            | /s/                           | S²                            | /s/                           |
| приголосні                               | які поєднуються       | з голосними: (¹) — заднього, (²) — переднього рядів |         |         | T¹                            | /t/                           | T²                            | /t/                           |
| приголосні                               | які поєднуються       | з голосними: (¹) — заднього, (²) — переднього рядів |         |         | Y¹                            | /j/                           | Y²                            | /j/                           |
| приголосні                               | які поєднуються       | тільки з (¹) — Q тільки з (²) — K                   |         |         | Q                             | /q/                           | K                             | /k/                           |
| приголосні                               | які поєднуються       | з будь-якими приголосними                           |         |         | -Ç                            | -Ç                            | /ʧ/                           | /ʧ/                           |
| приголосні                               | які поєднуються       | з будь-якими приголосними                           |         |         | -M                            | -M                            | /m/                           | /m/                           |
| приголосні                               | які поєднуються       | з будь-якими приголосними                           |         |         | -P                            | -P                            | /p/                           | /p/                           |
| приголосні                               | які поєднуються       | з будь-якими приголосними                           |         |         | -Ş                            | -Ş                            | /ʃ/                           | /ʃ/                           |
| приголосні                               | які поєднуються       | з будь-якими приголосними                           |         |         | -Z                            | -Z                            | /z/                           | /z/                           |
| приголосні                               | які поєднуються       | з будь-якими приголосними                           |         |         | -NG                           | -NG                           | /ŋ/                           | /ŋ/                           |
| приголосні                               | поєднання             | + голосний                                          |         |         | IÇ, ÇI, Ç                     | IÇ, ÇI, Ç                     | /iʧ/, /ʧi/, /ʧ/               | /iʧ/, /ʧi/, /ʧ/               |
| приголосні                               | поєднання             | + голосний                                          |         |         | IQ, QI, Q                     | IQ, QI, Q                     | /ɯq/, /qɯ/, /q/               | /ɯq/, /qɯ/, /q/               |
| приголосні                               | поєднання             | + голосний                                          |         |         | OQ, UQ, QO, QU, Q             | /oq/, /uq/, /qo/, /qu/, /q/   | ÖK, ÜK, KÖ, KÜ, K             | /øk/, /yk/, /kø/, /ky/, /k/   |
| приголосні                               | поєднання             | + приголосний                                       |         |         | -NÇ                           | -NÇ                           | /nʧ/                          | /nʧ/                          |
| приголосні                               | поєднання             | + приголосний                                       |         |         | -NY                           | -NY                           | /ɲ/                           | /ɲ/                           |
| приголосні                               | поєднання             | + приголосний                                       |         |         | -LT                           | -LT                           | /lt/, /ld/                    | /lt/, /ld/                    |
| приголосні                               | поєднання             | + приголосний                                       |         |         | -NT                           | -NT                           | /nt/, /nd/                    | /nt/, /nd/                    |
| словорозділяючий знак                    | словорозділяючий знак | словорозділяючий знак                               |         |         | нема                          | нема                          | нема                          | нема                          |
| (-) — зустрічаються тільки в кінці слова |                       |                                                     |         |         |                               |                               |                               |                               |